# Cephalotes pavonii
Cephalotes pavonii är en myrart som först beskrevs av Pierre André Latreille 1809.  Cephalotes pavonii ingår i släktet Cephalotes och familjen myror. Inga underarter finns listade.